# 伊賀屋站
伊賀屋站（日语：／ Igaya eki */?）是位於佐賀縣佐賀市兵庫町，九州旅客鐵道（JR九州）的長崎本線車站。車站編號為JH07。

### 背景
1891年8月20日，九州鐵道佐賀線（後來為國有鐵道長崎本線）鳥栖至佐賀之間開業。但是位於佐賀附近的兵庫村、久保泉村、金立村、西鄉村及境野村等因與車站距離較遠，造成使用不便，1925年時五村發起建設車站運動。在縣和國家推進下，決定在1928年建設車站，在同年12月啟用。車站名稱取自當地的地區名。在江戶時代，當地的村落名為伊賀屋村（井茅村）。
1933年，連接伊賀屋與北面的脊振村（現時：神埼市脊振町）方向，以及西南方兵庫村中心和佐賀市中心方向的縣道開通。並設有市營巴士路線連接至市中心。同時由於脊振村有森林產品從運往此站，因此此站會有貨物起卸業務。但隨着需求量減少，因此在1974年時結束了貨物起卸業務，亦改為無人車站。

## 車站構造

### 站房
現時使用中的為第二代簡易式車站，以鋼板、木板及水泥磚搭建而成，出入口及開放式閘口均 設於右側，並且安裝了一對可以對應出入閘的IC卡感應器。本站設有梯級及無障礙斜道出入站房及1號月台，但不支援前往對面的2號月台。左側為候車室，設有1部簡易式自動售票機及一張木製長櫈。站房前設有1座飲品販賣機。無人化後，車站曾改為簡易委託車站，但在2010年3月尾終止。

### 第一代站房

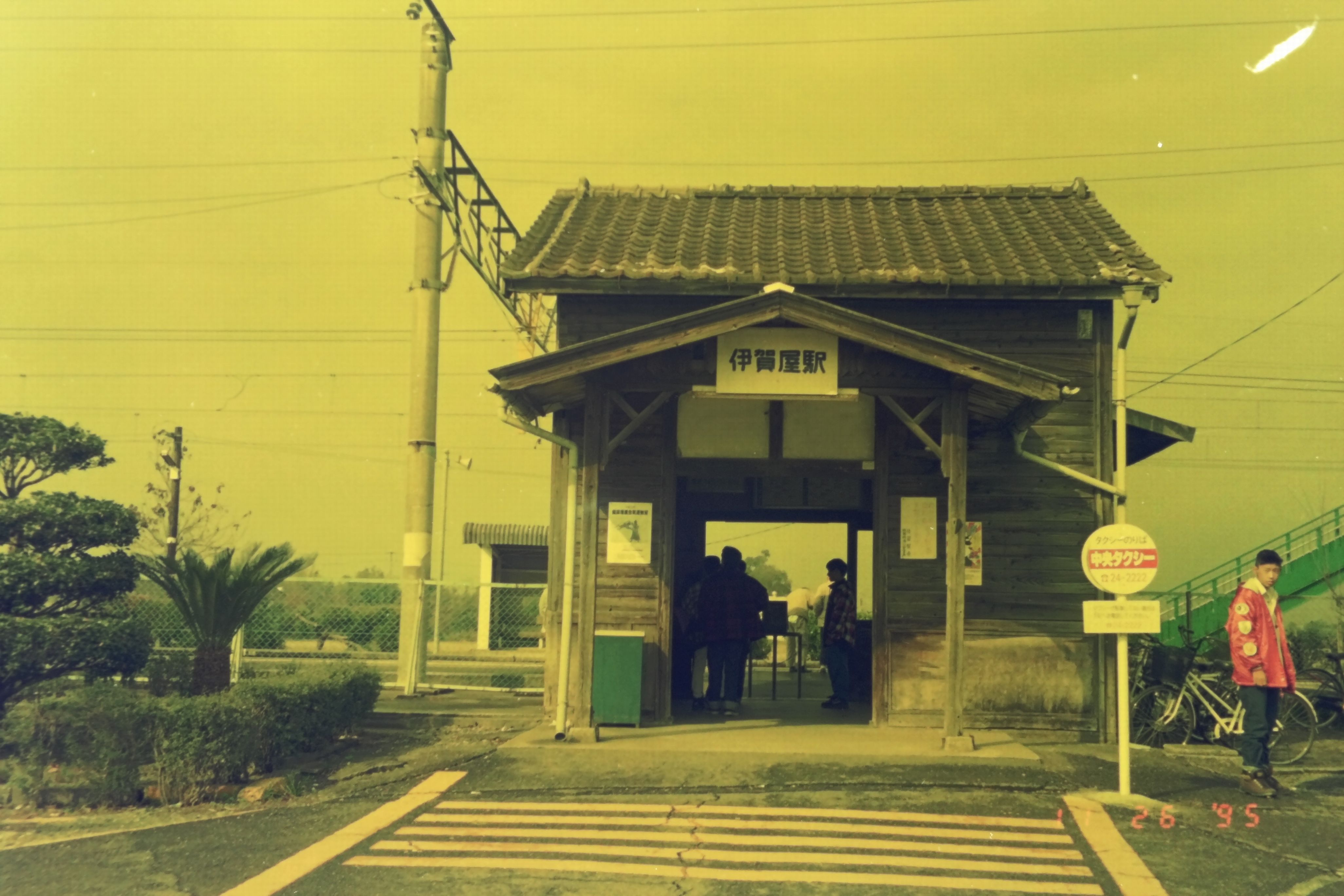
第一代站房（1995年）

第一代站房與現時的簡易式站房面積相約，都是採用較為簡單的規模，但為木建築。出入口與現時的站房相反，左側設有候車長櫈，而右側則為當時的站務室。

### 月台
設有2個側式月台。兩月台之間設有跨線行人天橋連接。進站後轉右即到達天橋上落口。而在2號月台亦設有1座以木板、鐵皮及鋼架所搭成的半室式有蓋候車亭。當817系電動列車投入使用後，為避免列車與月台之間出現高低步差，因此部份月台被加高。
| 月台 | 路線     | 上下行 | 方向                                                   |
| ---- | -------- | ------ | ------------------------------------------------------ |
| 1    | 長崎本線 | 下行   | 佐賀、江北、肥前鹿島、肥前濱方向 經■佐世保線往早岐方向 |
| 2    | 長崎本線 | 上行   | 鳥栖、博多方向 經鹿兒島本線往吉塚、福間、門司港方向    |

## 歷史
- 1928年12月1日：鐵道省開設此站。
- 1973年9月：包括此站在內，成為雙線鐵路[5]。
- 1974年4月1日：降為無人車站[1]。
- 1976年：路段電化[5]。
- 1987年4月1日：隨國鐵分割民營化，車站由九州旅客鐵道（JR九州）營運[6]。
- 1994年10月：設置自動售票機[5]。
- 2009年3月1日：可以使用IC卡「SUGOCA」[7]。
- 2010年4月1日：取消簡易委託化，再次成為完全無人站。

## 使用狀況
以下為每年度本站1日平均乘車人次。
本站四周以農地為主，在車站南邊有較為聚集的民居，但其餘的民居十分分散。2016年起，本站因平均使用人數未達至首300名而未有實數，不過又因每日使用人數超過100人，因而在列表後的附錄頁中表列。
| 乘車人次變化       | 乘車人次變化 |
| 年度               | 1日平均人次  |
| ------------------ | ------------ |
| 2000               | 213          |
| 2001               | 222          |
| 2002               | 212          |
| 2003               | 211          |
| 2004               | 229          |
| 2005               | 237          |
| 2006               | 258          |
| 2007               | 263          |
| 2008               | 267          |
| 2009               | 264          |
| 2010               | 248          |
| 2011               | 253          |
| 2012-2016 沒有紀錄 |              |
| 2017起             | >100         |

## 相鄰車站
九州旅客鐵道（JR九州）
 長崎本線
■特急「接力海鷗」、「喜鵲」、「綠」、「豪斯登堡」
通過
■區間快速（只有上行班次）、■普通
神埼（JH06）－伊賀屋（JH07）－佐賀（JH08）

## 外部連結
- JR九州伊賀屋站 （页面存档备份，存于）（日語）